# HSBC
HSBC (Ейч-Ес-Бі-Сі — абревіатура від Hongkong & Shanghai Banking Corporation) — британський міжнародний комерційний банк зі штаб-квартирою у Лондоні, за ринковою капіталізацією є найбільшим у Європі та одним з найбільших у світі. Заснований у 1865 році в Гонконгу як «The Hongkong and Shanghai Bank» (Банк Гонконгу та Шанхаю) для супроводу торгових операцій між Європою і Китаєм, пізніше назва була змінена на «The Hongkong and Shanghai Banking Corporation» (HSBC).
У 1991 (при наближені передачі суверенітету над Гонконгом від Великої Британії до КНР) штаб-квартира перенесена в Лондон.
Станом на 2016 рік, банк надає повний комплекс банківських послуг для роздрібних та корпоративних клієнітів у 71 країнах та територіях світу в яких діють близько 4400 відділень. Кількість клієнтів сягає 46 мільйонів. Загальні активи групи становлять більше 2,4 трильйонів доларів США. Чистий прибуток HSBC за 2015 рік склав 15,53 мільярда доларів.[джерело?] Практично всі акції банку знаходяться у вільному обігу. Вони котируються на Лондонській, Гонконгській та Нью-Йоркській фондових біржах.
HSBC є одним з трьох комерційних банків який має право на випуск власних банкнот гонгконського долара — офіційної валюти Гонконгу.
Домашнім ринком група вважає як Велику Британію, так і Гонконг.

## Історія
HSBC — це абревіатура від «Hongkong and Shanghai Banking Corporation» (Банківська корпорація Гонконгу і Шанхаю). Банк з такою назвою був заснований в 1865 році в Гонконгу для фінансування торгівлі між Китаєм і Європою. Він став першим банком в цій британській колонії, до цього в Гонконгу працювали тільки представництва зарубіжних банків.

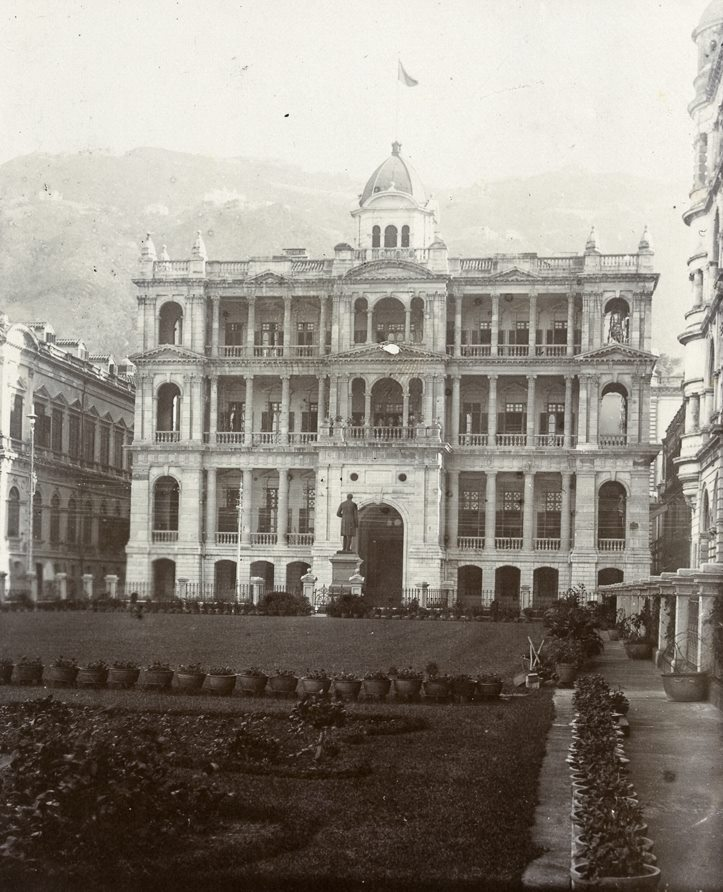
Осідок HSBC в Гонконгу (1901)

Банк почав швидко розвиватися і став домінуючим не тільки в Гонконгу, але і на Далекому Сході в цілому. До кінця першого десятиліття роботи він мав представництва в семи країнах Азії, Європи і Північної Америки: Йокогама (1866 рік), Калькутта (1867 рік), Бомбей (1869 рік), Сайгон (1870 рік), Кобе (1870 рік), Осака (1872 рік), Маніла (1875 рік), Сан-Франциско (1875 рік). Банк фінансував міжнародну торгівлю чаєм, шовком, бавовною, цукром і сріблом. Вже з першого року свого існування він почав друкувати паперові гроші Гонконгу, також друкував гроші Китаю, Таїланду, Сінгапуру, Пенангу і Японії. Важливим напрямком діяльності стало розміщення державних позик, в першу чергу уряду Китаю.
З початком Другої світової війни більшість відділень були закриті, а активи вивезені до Великої Британії. Після закінчення війни банк почав відновлювати свою діяльність, однак з приходом в 1949 році в Китаї до влади комуністів присутність HSBC в цій країні різко скоротилося, а з 1955 року працював тільки один офіс в Шанхаї.
Втрата китайського ринку викликала необхідність розширення діяльності в інші країни. У 1955 році в Каліфорнії був заснований дочірній банк «The Hongkong and Shanghai Banking Corporation of California», який став плацдармом для розширення операцій в США. У 1959 році були поглинені два британські банки: «The Mercantile Bank», який вів діяльність в Індії, і «The British Bank of the Middle East» (спочатку, в 1889 році, він був заснований як «The Imperial Bank of Persia» в Ірані, потім, в 1940-х, переніс діяльність з Ірану в інші країни Близького Сходу). У 1965 році став власником контрольного пакету акцій конкуруючого гонконгського Hang Seng Bank.
У 1980 році придбаний 51 % акцій американського «Marine Midland Banks, Inc.», а в 1987 році — решта частки. Пізніше він був перейменований в «HSBC USA, Inc». У 1981 році була зареєстрована канадська філія «HSBC Bank Canada», яка почала швидко розширюватися за рахунок поглинань і стала найбільшим іноземним банком в Канаді.
З 1987 року розпочався процес поглинання гонконгським банком англійського «Midland» шляхом викупу акцій. У 1992 році поглинання було завершено сформувавши «HSBC Holdings plc», компанії зі штаб-квартирою в Лондоні. «Hongkong and Shanghai Banking Corporation» став дочірньою компанією «HSBC Holdings plc», його штаб-квартира залишилася в Гонконгу. Значною мірою створення нової головної компанії зі штаб-квартирою в Лондоні було продиктовано наближенням дати передачі Гонконгу Китаю (1 липня 1997).
У 1997 році придбані «Banco Bamerindus do Brasil S.A.», який пізніше став «HSBC Bank Brazil» (Бразилія) і «Grupo Roberts», тепер частина «HSBC Bank Argentina S.A.» (Аргентина).
З 1998 року червоний шестикутник став логотипом всіх відділень HSBC.
У 2003 році відкрилася Вежа HSBC — нова штаб-квартира холдингу в Лондоні, розташована у діловому кварталі Кенері-Ворф.
Після 2000 року HSBC нарощував свою присутність в Європі, Азії та Америці за рахунок поглинань. Найбільш значними з них були придбання французького банку «Crédit Commercial de France» (2000 рік, тепер «HSBC France»), турецького банку «Demirbank» (2001 рік), мексиканського банку «Grupo Financiero Bital» (2002 рік, нині — «HSBC Mexico»), американської кредитної групи «Household International» (2002 рік, тепер «HSBC Finance Corporation»), бразильських «Banco Lloyds TSB SA-Banco Múltiplo» і «Losango Promotora de Vendas Limitada» (обидва в 2003 році), бермудського «The Bank of Bermuda Limited» (2004 рік), 20-ти відсоткової частки в шанхайському «Bank of Communications» (2004 рік), американської кредитної компанії «Metris» (2005 рік), найбільшої банківської групи Центральної Америки «Grupo Banistmo SA» (2006 рік), тайванського банку «The Chinese Bank in Taiwan» (2007 рік).
Хоча фінансова криза 2007—2008 років порівняно мало торкнулася HSBC, після 2008 року компанія взяла курс на оптимізацію своєї діяльності, продаючи або закриваючи збиткові підрозділи У 2011 році HSBC продав половину зі своїх 470 відділень в США американському банку «First Niagara Financial Group Inc», а в 2015 році оголосив про намір продати дочірні компанії в Туреччині і Бразилії..
У травні 2022 року HSBC оголосив про згортання російського бізнесу, а через два роки банк продав «дочку» в російському «Експобанку».
У березні 2023 року французька влада провела обшуки в офісах великих банків включно з Societe Generale, BNP Paribas та HSBC, за підозрою у відмиванні грошей та податковому шахрайстві.
Влітку 2023 року HSBC припинив обслуговування платежів для російських компаній, які використовували гонгонгську філію банку для операцій з Азією. Обмеження було введено після того, як Гонконг відвідали американські чиновники, які вимагали зупинити постачання в РФ підсанкційних товарів.
У вересні 2023 року HSBC заявив про плани припинити комерційні платежі бізнес-клієнтів у РФ і Білорусі.
З 22 листопада 2024 року HSBC надіслав клієнтам банку повідомлення про припинення приймання платежів із РФ та Білорусі, в якому попередив, що заборона стосується фізосіб і вводиться на будь-які вхідні операції з цих двох країн.

## HSBC в Україні
Офіс HSBC в Україні був відкритий у 2008. До цього було багато заявок в НБУ щодо отримання ліцензії, проте вони не були задоволені. НБУ пропонував групі зайти на ринок через купівлю одного з українських банків. В свою чергу група відмовлялася мотивуючи це бажанням будувати бізнес з нуля. Фактично дозвіл на ведення банківської діяльності вони отримали лише в кінці 2008 року. На той момент відкриття банку було вже не актуальне у зв'язку з світовою фінансовою кризою. В 2010 році офіс в Україні був закритий. Згідно з офіційним повідомленням «Зміною стратегії розвитку на східних ринках».[джерело?]

## Галерея

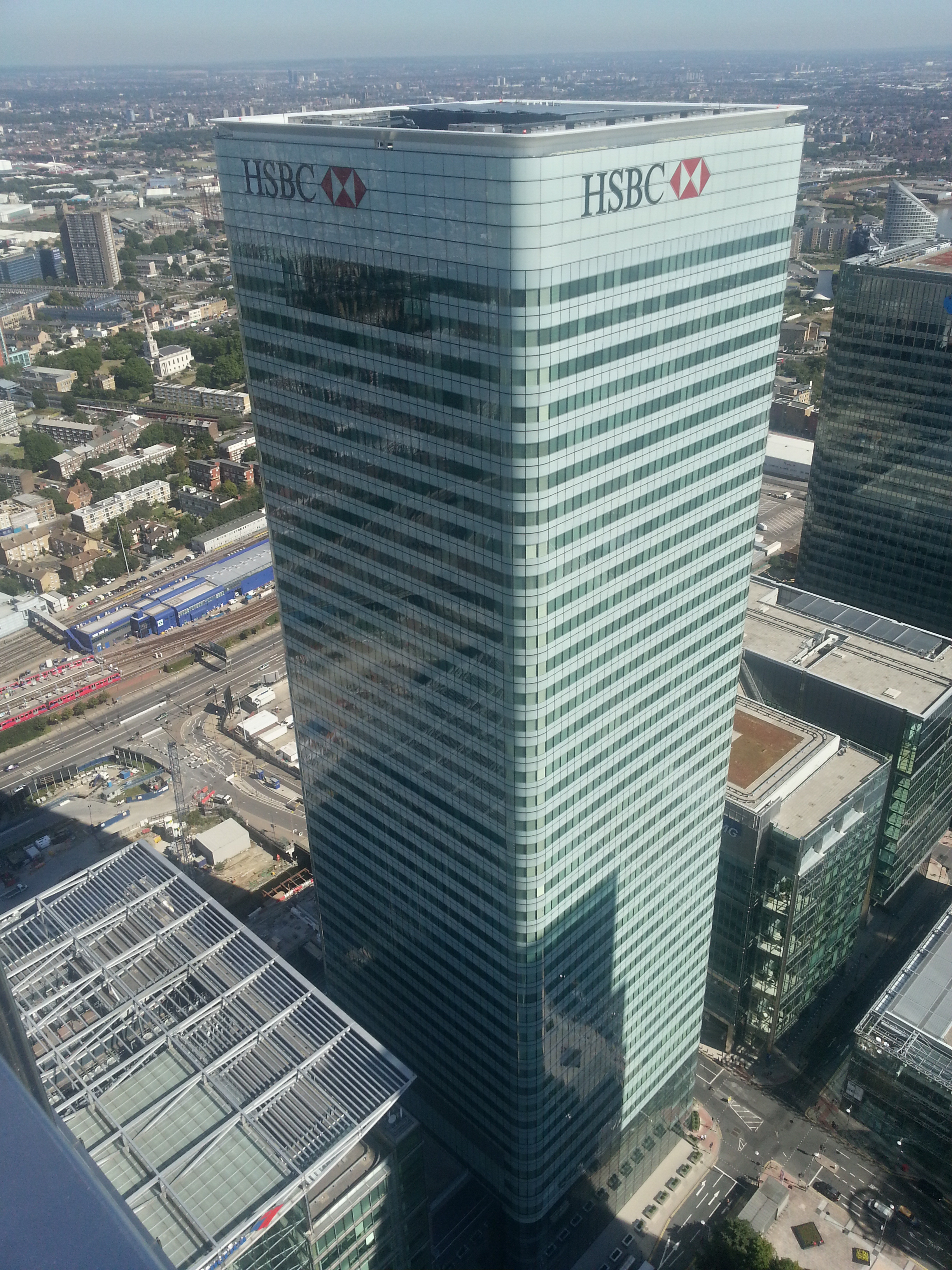
Вежа HSBC — штаб-квартира банку в Лондоні у Кенері-Ворф (2012)
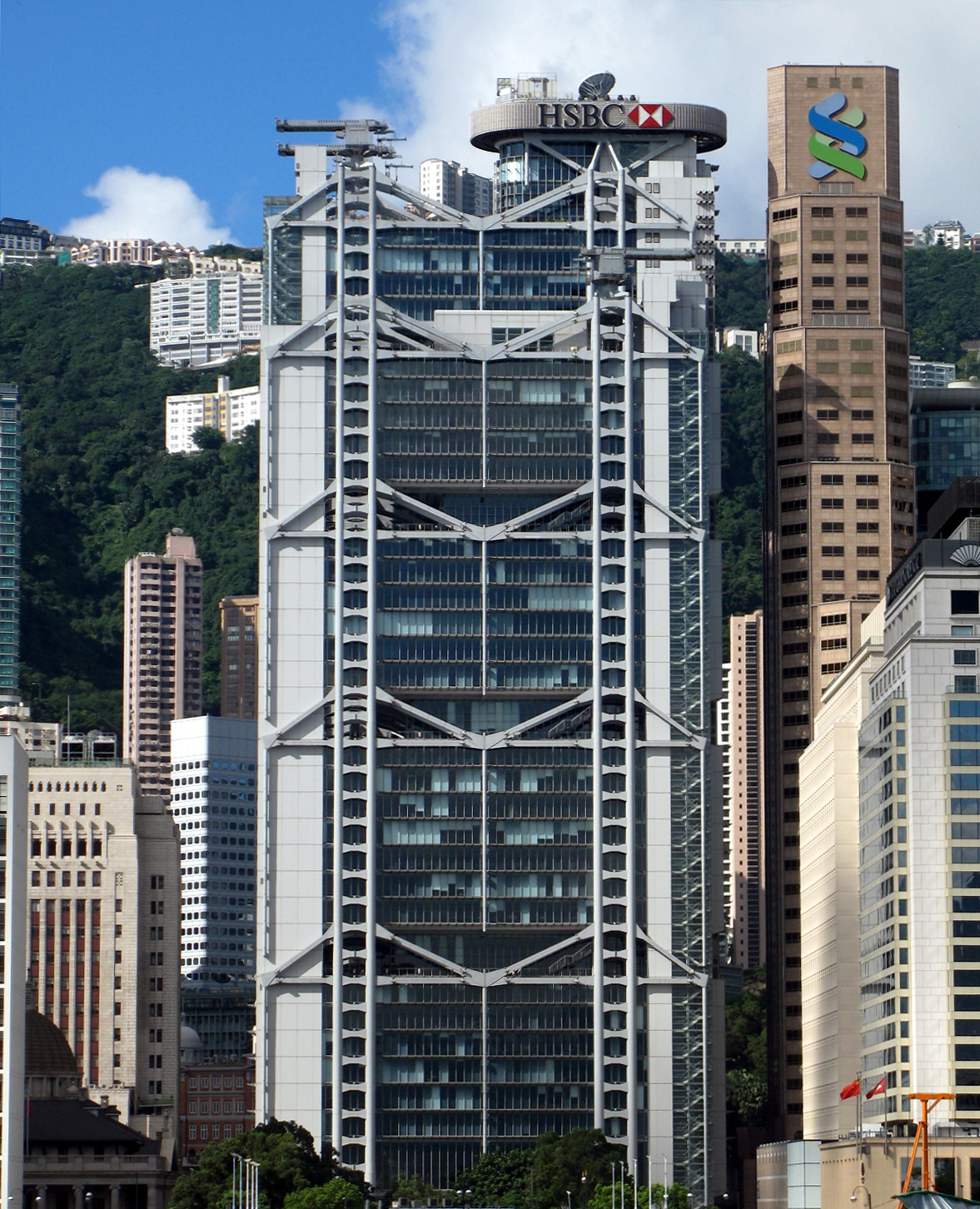
Будівля HSBC — офіс HSBC в Гонконгу (2008)
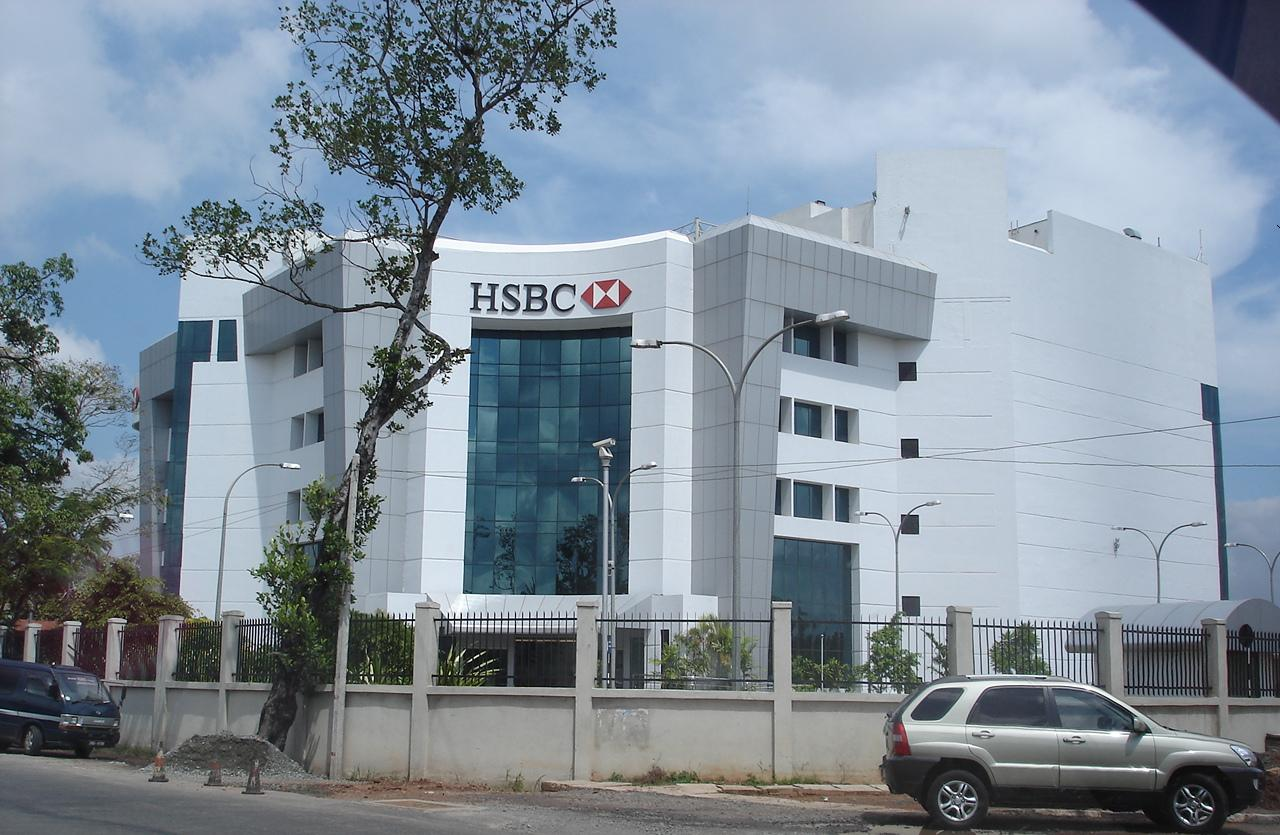
Сервісний центр в Коломбо, Шрі-Ланка (2007)
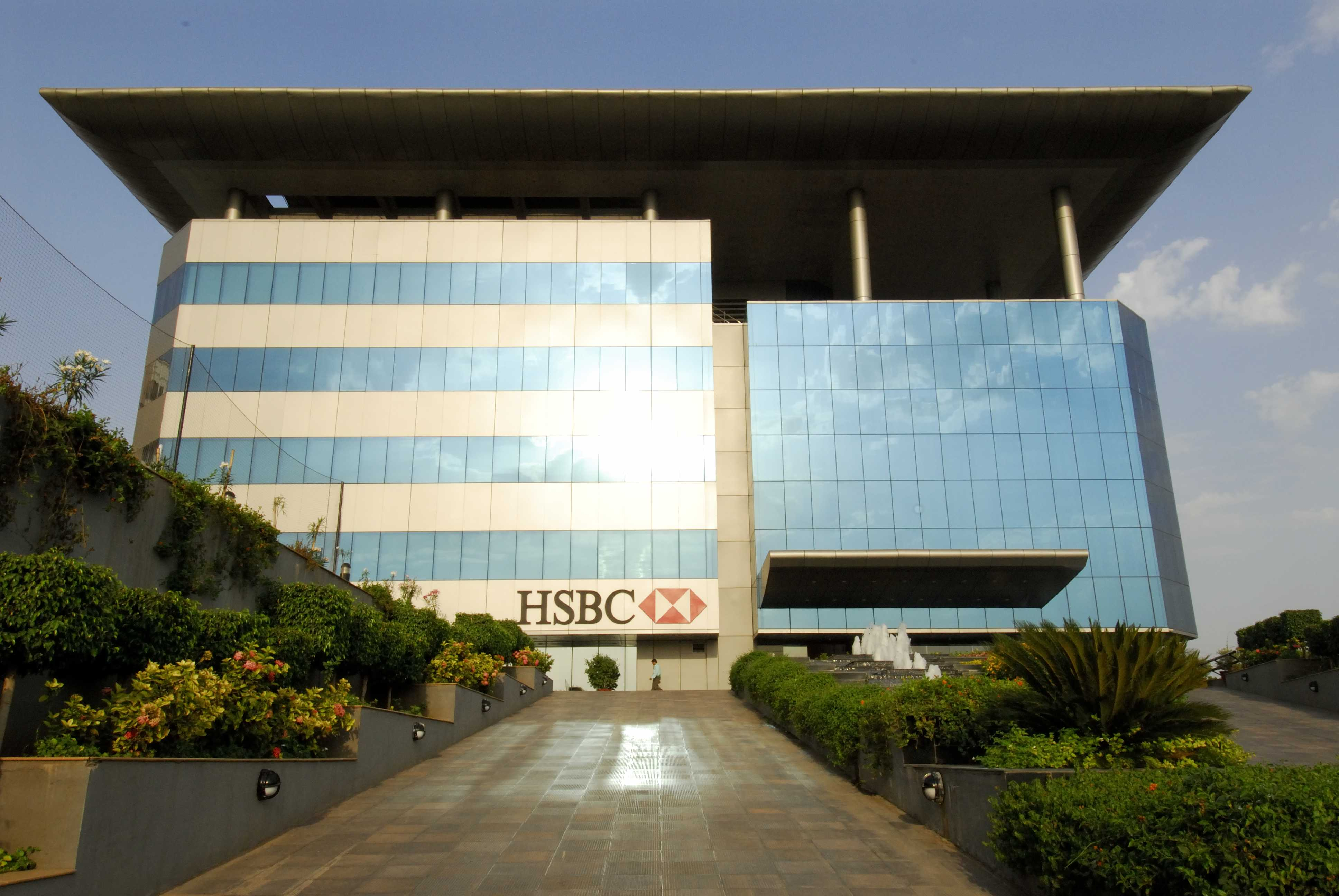
Технологічний центр в м. Пуне, Індія (2008)
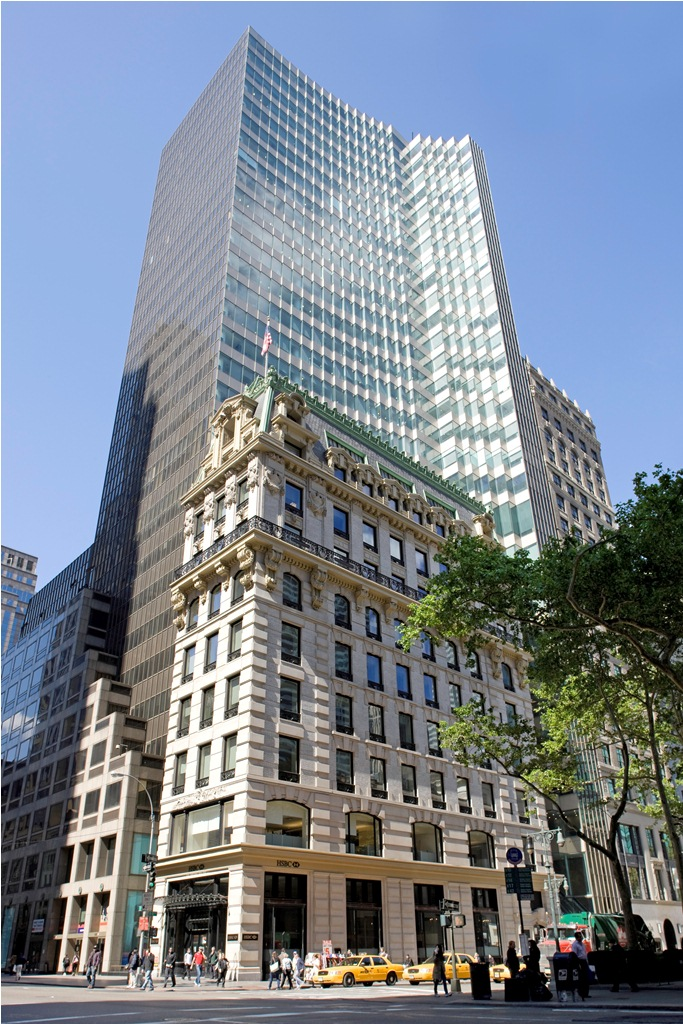
Офіс HSBC Bank USA в Нью-Йорку (2010)